# قرية هيله التاريخية

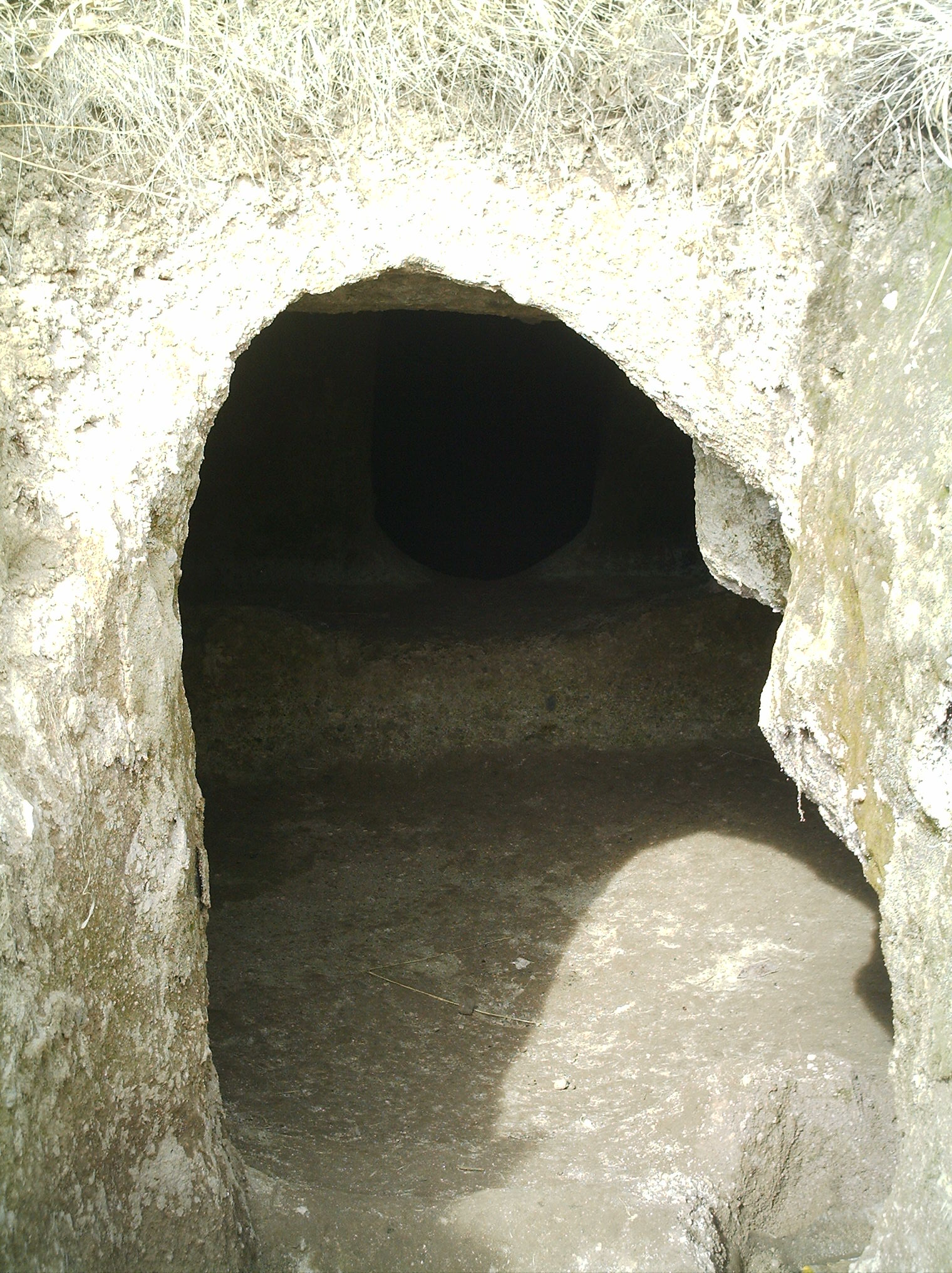
أحد المنازل التاريخية في قرية هيله.

قرية الهيلةالتاريخية، تقع في مقاطعة أسكو، إيران. وهي قريبة من قرية كندوان، أسكو. غير مأهولة بالسكان حالياً. ويُقال أنه تم بناؤها قبل العصر الإسلامي. دُمِرَت أثناء الهجوم المغولي على إيران. ما زالت المنازل قائمة حتى اليوم. ونستطيع رؤية أجزاء مختلفة من المنازل مثل المطابخ والأماكن الخاصة بالحيوانات داخل المنازل. تجري حالياً حفريات من قبل الحكومة لمعرفة المزيد من المعلومات عن تلك القرى.
1. ↑  Wiki Loves Monuments monuments database، 2 نوفمبر 2017، QID:Q28563569